# Musikk for en lang natt
Musikk for en lang natt is een studioalbum van Ketil Bjørnstad en Sigmund Groven met begeleiding. Het album werd in juni 1977 onder leiding van muziekproducent Svein Erik Børja opgenomen in de Rosenborg Studio in Oslo. De opnamen begonnen vrijwel direct nadat die van Selena waren afgerond.

## Musici
- Ketil Bjørnstad – piano, elektrische piano, minimoog, stringsynthesizer
- Sigmund Groven – mondharmonica
- Terje Venaas – fender bas
- Espen Rud – drumstel

## Muziek
Alle muziek door Ketil Bjørnstad

| Nr. | Titel                        | Duur |
| --- | ---------------------------- | ---- |
| 1.  | Veien videre                 | 3:57 |
| 2.  | Broene                       | 4:32 |
| 3.  | De som bor på øyene          | 4:45 |
| 4.  | Lenge før daggry             | 3:33 |
| 5.  | Glade enker                  | 3:42 |
| 6.  | Mannen I månen               | 3:35 |
| 7.  | Lyngør fyr                   | 5:00 |
| 8.  | Grønt som gress              | 3:46 |
| 9.  | Mistenkelige personers samba | 4:32 |
| 10. | Ti på fire                   | 2:45 |
| 11. | Ariel                        | 3:32 |
| 12. | Novemberlys                  | 4:12 |